# Campeonato Mundial de Atletismo de 1995
Campeonato Mundial de Atletismo de 1995 foi a quinta edição do campeonato mundial do esporte, realizada na cidade de Gotemburgo, Suécia, sob os auspícios da IAAF, entre 5 e 13 de agosto daquele ano. As competições, que tiveram lugar no Estádio Ullevi, contaram com a presença de 1 804 atletas de 191 federações nacionais. Depois das três primeiras edições quadrienais em Helsinque 1983, Roma 1987 e Tóquio 1991, esta foi a segunda realizada apenas dois anos após a última, Stuttgart 1993, o que se seguiria dali em diante, sempre nos anos imediatamente anteriores e posteriores aos Jogos Olímpicos. 
Esta edição do Campeonato Mundial assistiu à queda de três recordes mundiais. No salto triplo masculino, a barreira dos 18 metros foi quebrada pela primeira vez, com o inglês Jonathan Edwards saltando 18,29 m. Na mesma prova, mas na competição feminina realizada três dias depois, a ucranianaInessa Kravets atingiu os 15,50 m, também novo recorde mundial. Finalmente, nos 400 metros com barreiras, a norte-americana Kim Batten estabeleceu mais um recorde mundial com 52:61. Esta edição também viu a estreia dos 5000 metros femininos, que substituíram os 3000 metros, prova olímpica que até então era a única disputada na distância intermediária de fundo.
Entre os países lusófonos, Portugal obteve quatro medalhas, todas no feminino, duas delas de ouro com  Manuela Machado na maratona e Fernanda Ribeiro nos 10000 metros; o Brasil conquistou uma de bronze, com Luis Antônio dos Santos, também na maratona.

## Local
As competições foram realizadas no Estádio Ullevi, um estádio multipropósito na cidade sueca construído para a Copa do Mundo de 1958 e modernizado desde então. Com capacidade para 43 mil espectadores – podendo receber até 75 mil em concertos de rock – é um dos maiores estádios da Escandinávia. Antes de receber o Campeonato Mundial, ele já tinha sido o palco da final da Copa da UEFA de 2004.

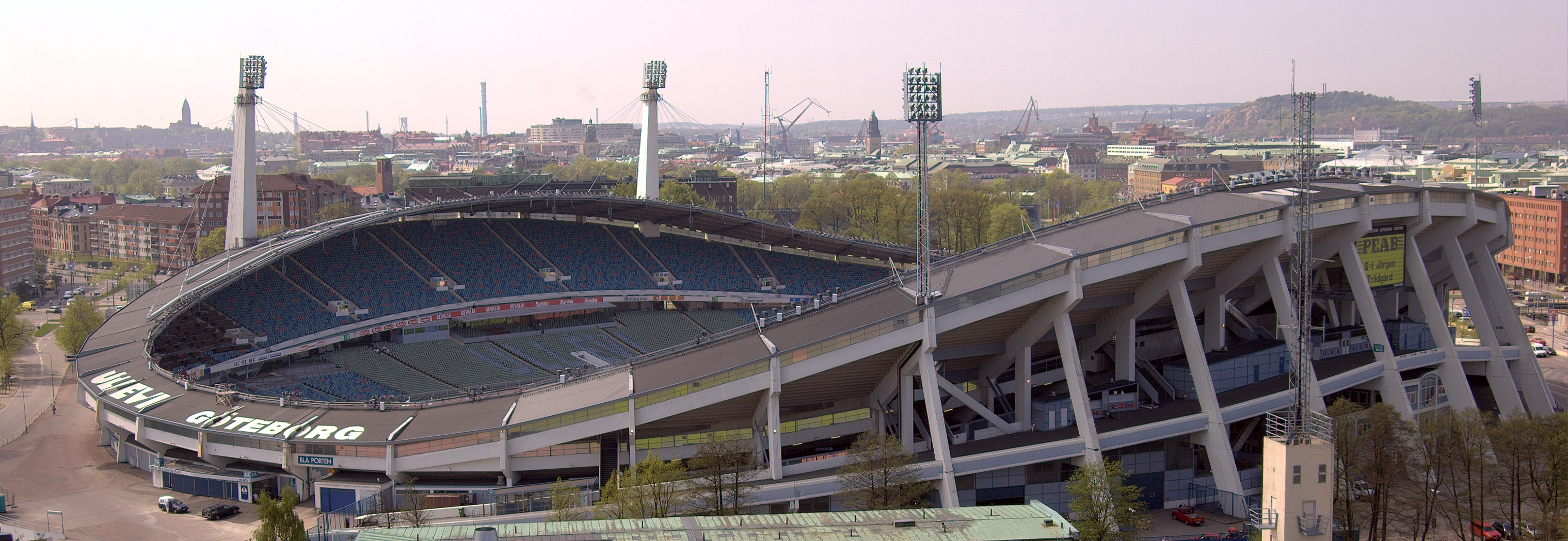
Estádio Ullevi, centro das competições

## Recordes
Três recordes mundiais e sete recordes do campeonato foram quebrados. Um recorde do campeonato foi estabelecido, pela prova – 5000 m femininos – ser disputada pela primeira vez. Uma das modalidades, o salto triplo, teve o recorde mundial quebrado tanto no masculino quanto no feminino. 
| Recorde               | Modalidade             | Atleta             | País                 | Marca   | Anterior                 |
| Recorde mundial       | salto triplo masculino | Jonathan Edwards   | Reino Unido          | 18,29 m | 17,97 m (1985)           |
| Recorde mundial       | salto triplo feminino  | Inessa Kravets     | Ucrânia              | 15,50 m | 15,09 m (1993)           |
| Recorde mundial       | 400 m c/ barreiras     | Kim Batten         | Estados Unidos       | 52.61   | 52.74 (1993)             |
| Recorde do campeonato | 200 m rasos            | Michael Johnson    | Estados Unidos       | 19.79   | 19.85 – Stuttgart 1993   |
| Recorde do campeonato | 400 m rasos            | Michael Johnson    | Estados Unidos       | 43.39   | 43.65 – Stuttgart 1993   |
| Recorde do campeonato | 10000 m                | Haile Gebrselassie | Etiópia              | 27:12.9 | 27:38.6 – Roma 1987      |
| Recorde do campeonato | 3000 m c/ obstáculos   | Moses Kiptanui     | Quénia               | 8:04.16 | 8:06.36 – Stuttgart 1993 |
| Recorde do campeonato | lançamento de disco    | Lars Riedel        | Alemanha             | 68,76 m | 68,74 m – Roma 1987      |
| Recorde do campeonato | lançamento de dardo    | Jan Železný        | República Checa      | 89.58 m | 85.98 m – Stuttgart 1993 |
| Recorde do campeonato | 5000 m                 | Sonia O'Sullivan   | República da Irlanda | 14:46.4 | –                        |
| Recorde do campeonato | Marcha 10 km           | Irina Stankina     | Rússia               | 42:13   | 42:57 – Tóquio 1991      |

## Quadro de medalhas
| Posição | País              | Ouro | Prata | Bronze | Total |
| 1       | Estados Unidos    | 12   | 2     | 5      | 19    |
| 2       | Bielorrússia      | 2    | 3     | 2      | 7     |
| 3       | Alemanha          | 2    | 2     | 2      | 6     |
| 3       | Itália            | 2    | 2     | 2      | 6     |
| 5       | Cuba              | 2    | 2     |        | 4     |
| 6       | Quênia            | 2    | 1     | 3      | 6     |
| 7       | Canadá            | 2    | 1     | 1      | 4     |
| 7       | Portugal          | 2    | 1     | 1      | 4     |
| 9       | Ucrânia           | 2    |       | 1      | 3     |
| 10      | Argélia           | 2    |       |        | 2     |
| 11      | Rússia            | 1    | 4     | 7      | 12    |
| 12      | Jamaica           | 1    | 4     | 2      | 7     |
| 13      | Grã-Bretanha      | 1    | 3     | 1      | 5     |
| 14      | Finlândia         | 1    | 1     | 1      | 3     |
| 14      | Bulgária          | 1    | 1     | 1      | 3     |
| 16      | Bahamas           | 1    | 1     |        | 2     |
| 16      | Espanha           | 1    | 1     |        | 2     |
| 16      | Etiópia           | 1    | 1     |        | 2     |
| 19      | França            | 1    |       | 2      | 3     |
| 20      | República Tcheca  | 1    |       |        | 1     |
| 20      | Dinamarca         | 1    |       |        | 1     |
| 20      | Irlanda           | 1    |       |        | 1     |
| 20      | Síria             | 1    |       |        | 1     |
| 20      | Tajiquistão       | 1    |       |        | 1     |
| 25      | Marrocos          |      | 3     | 1      | 4     |
| 26      | Romênia           |      | 2     |        | 2     |
| 27      | Austrália         |      | 1     | 1      | 2     |
| 27      | Burundi           |      | 1     | 1      | 2     |
| 29      | Bermudas          |      | 1     |        | 1     |
| 29      | China             |      | 1     |        | 1     |
| 29      | Cazaquistão       |      | 1     |        | 1     |
| 29      | México            |      | 1     |        | 1     |
| 29      | Namíbia           |      | 1     |        | 1     |
| 29      | Suriname          |      | 1     |        | 1     |
| 29      | Zâmbia            |      | 1     |        | 1     |
| 36      | Hungria           |      |       | 2      | 2     |
| 36      | Polônia           |      |       | 2      | 2     |
| 38      | Arábia Saudita    |      |       | 1      | 1     |
| 38      | Brasil            |      |       | 1      | 1     |
| 38      | Dominica          |      |       | 1      | 1     |
| 38      | Nigéria           |      |       | 1      | 1     |
| 38      | Noruega           |      |       | 1      | 1     |
| 38      | Trinidad e Tobago |      |       | 1      | 1     |

## Medalhistas

### Masculino
| Evento                | Ouro                                                                            | Ouro     | Prata                                                                        | Prata    | Bronze                                                                       | Bronze   |
| 100 m                 | Donovan Bailey · Canadá                                                         | 9.97     | Bruny Surin · Canadá                                                         | 10.03    | Ato Boldon · Trinidad e Tobago                                               | 10.03    |
| 200 m                 | Michael Johnson · Estados Unidos                                                | 19.79    | Frankie Fredericks · Namíbia                                                 | 20.12    | Jeff Williams · Estados Unidos                                               | 20.18    |
| 400 m                 | Michael Johnson · Estados Unidos                                                | 43.39    | Butch Reynolds · Estados Unidos                                              | 44.22    | Gregory Haughton · Jamaica                                                   | 44.56    |
| 800 m                 | Wilson Kipketer · Dinamarca                                                     | 1:45.08  | Arthémon Hatungimana · Burundi                                               | 1:45.64  | Vebjørn Rodal · Noruega                                                      | 1:45.68  |
| 1500 m                | Noureddine Morceli · Argélia                                                    | 3:33.73  | Hicham El Guerrouj · Marrocos                                                | 3:35.28  | Vénuste Niyongabo · Burundi                                                  | 3:35.56  |
| 5000 m                | Ismael Kirui · Quênia                                                           | 13:16.7  | Khalid Bouhlami · Marrocos                                                   | 13:17.1  | Shem Kororia · Etiópia                                                       | 13:17.5  |
| 10000 m               | Haile Gebrselassie · Etiópia                                                    | 27:12.95 | Khalid Skah · Marrocos                                                       | 27:14.5  | Paul Tergat · Quênia                                                         | 27:14.7  |
| Maratona              | Martín Fiz · Espanha                                                            | 2:11:41  | Dionicio Cerón · México                                                      | 2:12:13  | Luiz Antonio dos Santos · Brasil                                             | 2:12:49  |
| 110 m c/ barreiras    | Allen Johnson · Estados Unidos                                                  | 13.00    | Tony Jarrett · Grã-Bretanha                                                  | 13.04    | Roger Kingdom · Estados Unidos                                               | 13.19    |
| 400 m c/ barreiras    | Derrick Adkins · Estados Unidos                                                 | 47.98    | Samuel Matete · Zâmbia                                                       | 48.03    | Stéphane Diagana · França                                                    | 48.14    |
| 3000 m c/ obstáculos  | Moses Kiptanui · Quênia                                                         | 8:04.16  | Christopher Kosgei · Quênia                                                  | 8:09.30  | Saad Shadad Al-Asmari · Arábia Saudita                                       | 8:12.95  |
| marcha 20 km          | Michele Didoni · Itália                                                         | 1:19:59  | Valentí Massana · Espanha                                                    | 1:20:23  | Yevgeniy Misyulya · Bielorrússia                                             | 1:20:48  |
| marcha 50 km          | Valentin Kononen · Finlândia                                                    | 3:43:42  | Giovanni Perricelli · Itália                                                 | 3:45:11  | Robert Korzeniowski Polônia                                                  | 3:45:57  |
| 4x100 m               | Canadá · Donovan Bailey · Robert Esmie · Glenroy Gilbert · Bruny Surin          | 38.31    | Austrália · Paul Henderson · Tim Jackson · Steve Brimacombe · Damien Marsh   | 38.50    | Itália · Giovanni Puggioni · Ezio Madonia · Angelo Cipolloni · Sandro Floris | 39.07    |
| 4x400 m               | Estados Unidos · Marlon Ramsey · Derek Mills · Butch Reynolds · Michael Johnson | 2:57.32  | Jamaica · Michael McDonald · Davian Clarke · Danny McFarlane · Greg Haughton | 2:59.82  | Nigéria · Udeme Ekpeyong · Kunle Adejuyigbe · Jude Monye · Sunday Bada       | 3:03.18  |
| Salto em distância    | Iván Pedroso · Cuba                                                             | 8,70 m   | James Beckford · Jamaica                                                     | 8,30 m   | Mike Powell · Estados Unidos                                                 | 8,29 m   |
| Salto triplo          | Jonathan Edwards · Grã-Bretanha                                                 | 18,29 m  | Brian Wellman · Bermudas                                                     | 17,62 m  | Jerome Romain · Dominica                                                     | 17,59 m  |
| Salto em altura       | Troy Kemp · Bahamas                                                             | 2,37 m   | Javier Sotomayor · Cuba                                                      | 2,37 m   | Artur Partyka Polônia                                                        | 2,35 m   |
| Salto com vara        | Sergey Bubka · Ucrânia                                                          | 5,92 m   | Maksim Tarasov · Rússia                                                      | 5,86 m   | Jean Galfione · França                                                       | 5,86 m   |
| Arremesso de peso     | John Godina · Estados Unidos                                                    | 21,47 m  | Mika Halvari · Finlândia                                                     | 20,93 m  | Randy Barnes · Estados Unidos                                                | 20,41 m  |
| Lançamento de disco   | Lars Riedel · Alemanha                                                          | 68,76 m  | Vladimir Dubrovshchik · Bielorrússia                                         | 65,98 m  | Vasiliy Kaptyukh · Bielorrússia                                              | 65,88 m  |
| Lançamento de martelo | Andrey Abduvaliyev · Tajiquistão                                                | 81,56 m  | Igor Astapkovich · Bielorrússia                                              | 81,10 m  | Tibor Gecsek · Hungria                                                       | 80,98 m  |
| Lançamento de dardo   | Jan Železný República Tcheca                                                    | 89,58 m  | Steve Backley · Grã-Bretanha                                                 | 86,30 m  | Boris Henry · Alemanha                                                       | 86,08 m  |
| Decatlo               | Dan O'Brien · Estados Unidos                                                    | 8695 pts | Eduard Hämäläinen · Bielorrússia                                             | 8489 pts | Mike Smith · Canadá                                                          | 8419 pts |

### Feminino
| Evento              | Ouro                                                                              | Ouro     | Prata                                                                                   | Prata    | Bronze                                                                              | Bronze   |
| 100 m               | Gwen Torrence · Estados Unidos                                                    | 10.85    | Merlene Ottey · Jamaica                                                                 | 10.94    | Irina Privalova · Rússia                                                            | 10.96    |
| 200 m               | Merlene Ottey · Jamaica                                                           | 22.12    | Irina Privalova · Rússia                                                                | 22.12    | Galina Malchugina · Rússia                                                          | 22.37    |
| 400 m               | Marie-José Pérec · França                                                         | 49.28    | Pauline Davis · Bahamas                                                                 | 49.96    | Jearl Miles-Clark · Estados Unidos                                                  | 50.00    |
| 800 m               | Ana Fidelia Quirot · Cuba                                                         | 1:56.11  | Letitia Vriesde · Suriname                                                              | 1:56.68  | Kelly Holmes · Grã-Bretanha                                                         | 1:56.95  |
| 1500 m              | Hassiba Boulmerka · Argélia                                                       | 4:02.42  | Kelly Holmes · Grã-Bretanha                                                             | 4:03.04  | Carla Sacramento · Portugal                                                         | 4:03.79  |
| 5000 m              | Sonia O'Sullivan · Irlanda                                                        | 14:46.79 | Fernanda Ribeiro · Portugal                                                             | 14:48.54 | Zahra Ouaziz · Marrocos                                                             | 14:53.77 |
| 10000 m             | Fernanda Ribeiro · Portugal                                                       | 31:04.9  | Derartu Tulu · Etiópia                                                                  | 31:08.1  | Tegla Loroupe · Quênia                                                              | 31:17.6  |
| Maratona (*)        | Manuela Machado · Portugal                                                        | 2:25:39  | Anuta Catuna · Roménia                                                                  | 2:26:25  | Ornella Ferrara · Itália                                                            | 2:30:11  |
| 110 m c/ barreiras  | Gail Devers · Estados Unidos                                                      | 12.68    | Olga Shishigina · Cazaquistão                                                           | 12.80    | Yuliya Graudyn · Rússia                                                             | 12.85    |
| 400 m c/ barreiras  | Kim Batten · Estados Unidos                                                       | 52.61    | Tonja Buford · Estados Unidos                                                           | 52.62    | Deon Hemmings · Jamaica                                                             | 53.48    |
| marcha 10 km        | Irina Stankina · Rússia                                                           | 42:13    | Elisabetta Perrone · Itália                                                             | 42:16    | Yelena Nikolayeva · Rússia                                                          | 42:20    |
| 4x100 m             | Estados Unidos · Celena Mondie · Carlette Guidry · Chryste Gaines · Gwen Torrence | 42.12    | Jamaica · Dahlia Duhaney · Juliet Cuthbert · Beverly McDonald · Merlene Ottey           | 42.25    | Alemanha · Melanie Paschke · Silke Lichtenhagen · Silke Knoll · Gabriele Becker     | 43.01    |
| 4x400 m             | Estados Unidos · Kim Graham · Rochelle Stevens · Camara Jones · Jearl Miles-Clark | 3:22.29  | Rússia · Tatyana Chebykina · Svetlana Goncharenko · Yuliya Sotnikova · Yelena Andreyeva | 3:23.98  | Austrália · Lee Naylor · Renée Poetschka · Melinda Gainsford-Taylor · Cathy Freeman | 3:25.88  |
| Salto em altura     | Stefka Kostadinova · Bulgária                                                     | 2,01 m   | Alina Astafei · Alemanha                                                                | 1,99 m   | Inha Babakova · Ucrânia                                                             | 1,99 m   |
| Salto em distância  | Fiona May · Itália                                                                | 6,98 m   | Niurka Montalvo · Cuba                                                                  | 6,86 m   | Irina Mushayilova · Rússia                                                          | 6,83 m   |
| Salto triplo        | Inessa Kravets · Ucrânia                                                          | 15,50 m  | Iva Prandzheva · Bulgária                                                               | 15,18 m  | Anna Biryukova · Rússia                                                             | 15,08 m  |
| Arremesso de peso   | Astrid Kumbernuss · Alemanha                                                      | 21,22 m  | Huang Zhihong · China                                                                   | 20,04 m  | Svetla Mitkova · Bulgária                                                           | 19,56 m  |
| Lançamento de disco | Ellina Zvereva · Bielorrússia                                                     | 68,64 m  | Ilke Wyludda · Alemanha                                                                 | 67,20 m  | Olga Chernyavskaya · Rússia                                                         | 66,86 m  |
| Lançamento de dardo | Natalya Shikolenko · Bielorrússia                                                 | 67,56 m  | Felicia Tilea · Roménia                                                                 | 65,22 m  | Mikaela Ingberg · Finlândia                                                         | 65,16 m  |
| Heptatlo            | Ghada Shouaa Síria                                                                | 6651 pts | Svetlana Moskalets · Rússia                                                             | 6575 pts | Rita Inancsi · Hungria                                                              | 6522 pts |

(*) - a maratona feminina teve 400 metros a menos que a distância normal.

## Galeria

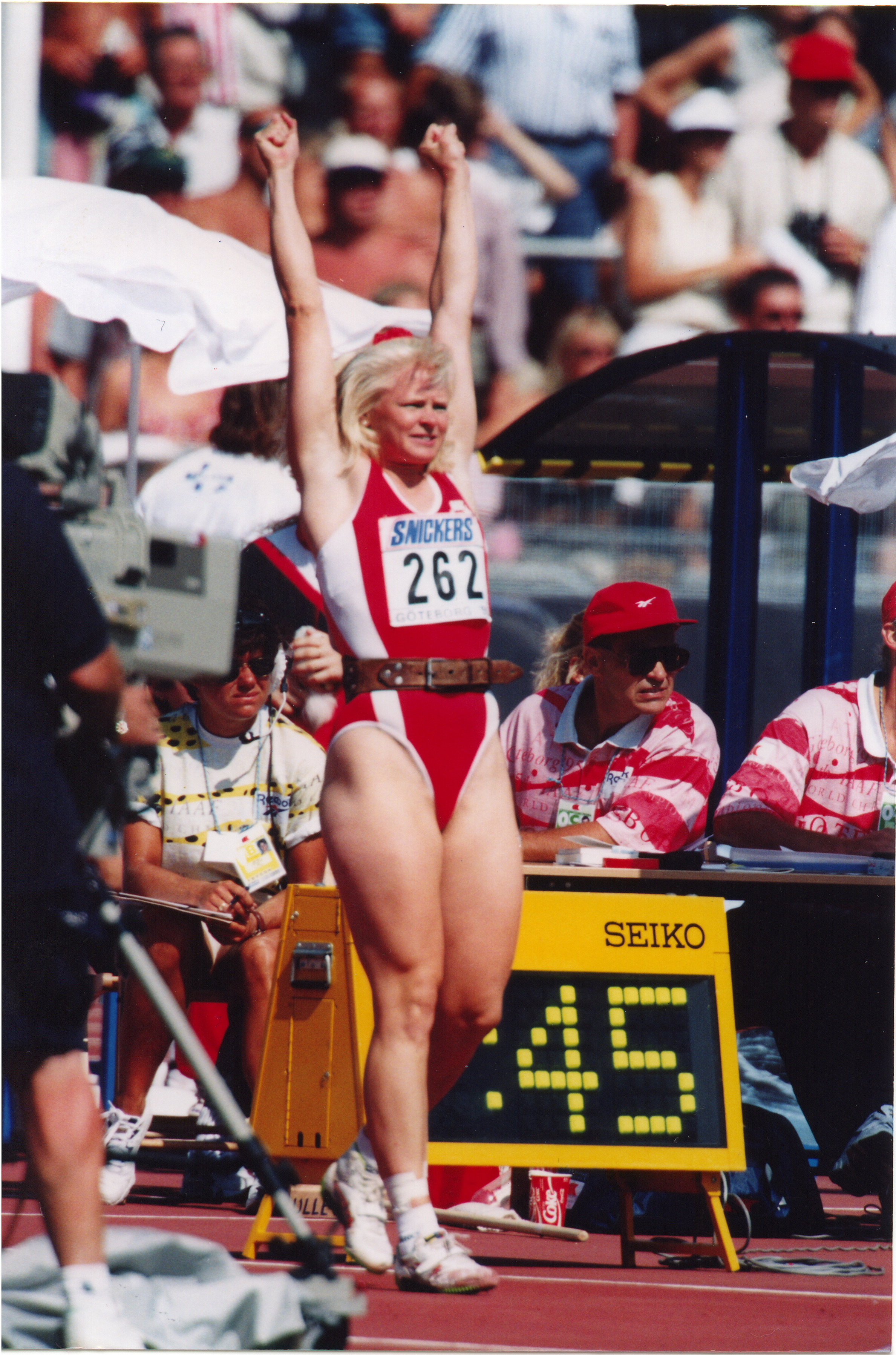
A dinamarquesa Jette Ø. Jeppesen durante a prova do lançamento de dardo.